# Les Sept Sœurs (série de romans)
Pour les articles homonymes, voir Les Sept Sœurs (homonymie).
Les Sept Sœurs (titre original : The Seven Sisters) est une série de romans historiques écrite par Lucinda Riley et publiée entre 2014 et 2023. 
La série comprend à l'origine sept tomes, chacun d'eux racontant l'histoire et les origines de l'une des sept sœurs qui ont toutes été adoptées par le riche propriétaire du château fictif d'Atlantis, à Genève. À la mort de leur père adoptif, chacune des sœurs reçoit un indice sur ses origines. Un huitième roman, coécrit par le fils de Lucinda Riley, Harry Whittaker, sera publié en 2023.
La série est un best-seller à travers le monde, avec plus de cinquante millions d'exemplaires vendus en 2023. Une adaptation télévisée est en cours de développement.

## Série romanesque

### Les Sept Sœurs(2015)
L'intrigue suit la piste des origines de l'aînée des sept sœurs, Maia, notamment à Rio de Janeiro et à Paris dans les années 1920.

### La Sœur de la tempête(2016)
L'intrigue suit la piste des origines d'Alcyone (« Ally »), notamment aux îles grecques, en Norvège et à Leipzig à la fin des années 1800.

### La Sœur de l'ombre(2017)
L'intrigue suit la piste des origines d'Astérope (« Star »), notamment à Londres et dans l'Angleterre édouardienne.

### La Sœur à la perle(2018)
L'intrigue suit la piste des origines de Célaéno (« Cece »), notamment en Écosse, en Thaïlande et dans les villes perlières d'Australie.

### La Sœur de la lune(2019)
L'intrigue suit la piste des origines de Taygète (« Tiggy »), notamment en Écosse, à Grenade en Espagne, en Amérique du sud et à New-York.

### La Sœur du soleil(2020)
L'intrigue suit la piste des origines d'Électra, notamment au Kenya.

### La Sœur disparue(2021)
L'intrigue suit la piste des origines de la septième sœur inconnue, notamment en Nouvelle-Zélande, au Canada, en Angleterre, en France et en Irlande.

### Atlas: L'histoire de Pa Salt(2023)
L'intrigue relate l'histoire de « Pa Salt », le père adoptif des sept sœurs.

## Écriture
La série de Riley s'inspire de la constellation des Pléiades. D'après la mythologie grecque : les Pléiades sont sept sœurs, filles d'Atlas et de Pléioné : Astérope, Mérope (ou Dryope, ou Aéro), Électre, Maïa, Taygète, Célaéno (ou Sélène) et Alcyone. L'auteure est attirée par la force et la singularité qu'inspire chacune de ces sœurs mythologiques, et trouve avec cette inspiration et ces légendes une occasion de mettre en avant les réalisations féminines, en particulier dans l'histoire de l'humanité, où selon elle « la contribution des femmes à faire de notre monde ce qu'il est aujourd'hui a été éclipsée par les réalisations des hommes qui ont été davantage documentées ». Elle effectue par la suite des recherches approfondies pour donner vie aux lieux et à ses personnages.
D'après l'auteure, les principaux thèmes de sa série sont l'amour, la famille, la joie, la perte, la peur, la douleur et l'espoir.
Riley meurt en juin 2021 des suites d'un cancer, juste après la publication du septième tome de la série. Un huitième tome, coécrit par son fils Harry Whittaker, parait au printemps 2023.

## Accueil
La série est un best-seller à travers le monde, avec plus de quinze millions d'exemplaires vendus en 2021 (cinquante millions en janvier 2023).

## Adaptation
En 2016, la productrice de film italienne Raffaella De Laurentiis a acheté les droits pour la télévision.